# Meškalka
Meškalka (1535 m) – szczyt w Krywańskiej części Małej Fatry w Karpatach Zachodnich na Słowacji. Jest to mało wybitne kopulaste wzniesienie w południowym grzbiecie Małego Krywania. Północne i zachodnie stoki Meškalki opadają do górnej części Sučianskiej doliny, południowo-wschodnie do górnej części wąwozu Tiesňavy.
Szczytowe partie i górna część stoków   Meškalki jest trawiasta. Nie jest to jednak naturalne piętro halne, lecz pozostałości dawnej hali pasterskiej, która powstała przez wyrąbanie kosodrzewiny. Po zaprzestaniu wypasu trawiaste tereny stopniowo zarastają kosodrzewiną.
Grzbietem Meškalki prowadzi nowy, niedawno wyznakowany szlak turystyczny.

## Szlak turystyczny
Sučany – Sučianska dolina – Veľká Kráľová – Ostredok – Mały Krywań.